# Ithaca (New York)
Ithaca è un comune (city) degli Stati Uniti d'America e capoluogo della contea di Tompkins nello Stato di New York. È situata nella parte centrale dello Stato, in una valle che si affaccia sul lago Cayuga, 400 km a nord-ovest di New York. La città fu fondata nel 1790 e incorporata nel 1888. La popolazione era di 30 014 persone al censimento del 2010.

## Geografia fisica
Secondo lo United States Census Bureau, ha un'area totale di 5,39 mi² (13,96 km²).
Ithaca sorge all'estremità meridionale del lago Cayuga, la cui valle, orientata lungo un asse nord-sud, stretta e lunga, continua a estendersi anche oltre la città in direzione sud-ovest. La città è circondata da numerose cascate, quali le cascate di Ithaca e le cascate Buttermilk.

### Clima
Il clima è continentale con un media giornaliera che va dai -5.1° C di gennaio ai +20.5° C di luglio, con estremi climatici record registrati fra i -32° C e i +39° C.

## Origini del nome
Il nome della località si ispira a quello dell'omonima isola greca, Itaca, la mitologica patria di Ulisse.

## Storia

### Epoca coloniale
L'area nella quale oggi sorge Ithaca è stata abitata dai nativi americani per migliaia di anni. Al momento della sua scoperta da parte degli europei, la regione era controllata dagli indiani Cayuga, una delle cinque nazioni della Lega irochese. Si ritiene che già nel 1657 alcuni missionari gesuiti francesi provenienti dalla Nuova Francia (l'odierno Québec) frequentarono l'area con l'obiettivo di convertire i Cayuga al cristianesimo.
Successivamente, delle tribù di lingua siouana, i Saponi e i Tutelo, si stabilirono nelle terre all'estremità meridionale del lago Cayuga. Queste tribù erano sottoposte a un rapporto tributario nei confronti della nazione Cayuga, dalla quale avevano ricevuto il permesso di stanziarsi nelle terre di caccia tra l'area a sud del lago Cayuga e Pony Hollow, oggi Newfield, dopo essere stati costretti a lasciare la Virginia e la Carolina del Nord per via di vari conflitti tribali e dell'insediamento di coloni europei. In maniera simile, i Tuscarora, una tribù di lingua irochese stanziata nelle Caroline, migrarono verso l'area dopo essere stati sconfitti nella guerra yamasee. Unitisi agli Oneida, i Tuscarora divennero la sesta nazione della Lega irochese. Secondo i loro capi la migrazione venne completata nel 1722.
Per quanto concerne più nel dettaglio l'area della città attuale, la presenza indiana vi si limitava a un accampamento temporaneo di cacciatori alla base delle gole del Cascadilla.
Durante la guerra d'indipendenza americana, quattro delle sei nazioni Cayuga si schierarono con i britannici, sebbene nella realtà le decisioni sulle strategie militari fossero prese in maniera molto decentrata a causa della divisione in bande. Feroci scontri tra i ribelli e i nativi interessarono la valle del fiume Mohawk e il New York occidentale. In ritorsione alla partecipazione degli irochesi al conflitto, nel 1779 venne organizzata dai rivoluzionari quella che passò alla storia come la spedizione Sullivan. Più di quaranta villaggi irochesi, tra i quali quello della tribù Tutelo presso Coregonal a pochi chilometri a sud dell'attuale Ithaca, vennero distrutti con le loro scorte di cibo, obbligando le tribù indiane a ritirarsi dalla regione.
Lo smantellamento della Lega irochese dopo la guerra d'indipendenza e la cacciata della maggior parte dei nativi aprì la strada a una fase di colonizzazione sistematica da parte degli europei, di cui si indica l'inizio nell'anno 1789.

### Fondazione della città
A partire dal 1790 il governo federale e lo Stato avviarono un programma di parcellizzazione e distribuzione delle terre, noto come il Central New York Military Tract, per ripagare i soldati che avevano prestato servizio durante la guerra d'indipendenza. Il governo, infatti, mancava di liquidità. Ancor oggi, la maggior parte dei titoli di proprietà della zona è riconducibile a questa riforma fondiaria. Quando, nel 1791, l'opera di suddivisione dei terreni venne intrapresa, una colonizzazione di tipo informale era tuttavia già cominciata.
Nell'ambito del Military Tract, che interessò tra gli altri tutta la parte settentrionale della contea di Tompkins, l'incarico di effettuare il rilievo delle terre e della loro lottizzazione venne rimesso nelle mani di Simeon De Witt, nipote del governatore dell'epoca, George Clinton. L'area sulla quale oggi sorge la città venne inizialmente fatta ricadere nel territorio della città di Ulysses, situata a una decina di chilometri a nord-ovest. Nel 1798 il De Witt si stabilì a Ithaca, all'epoca variamente nota col nome di "The Flats" "The City" o "Sodom"; qualche anno più tardi, nel 1804, De Witt la rinominò col nome attuale in omaggio all'omonima isola greca, continuando la tradizione di nomi tratti dall'antichità classica che molti dei luoghi e delle città della regione portano. In particolare, da questo punto di vista, va fatto riferimento alle vicine cittadine di Aurelius, Ovid e soprattutto a quella già citata di Ulysses, della quale Ithaca continuava formalmente a far parte.

Veduta di Ithaca nel 1882

### Crescita e sviluppo
Ithaca divenne presto un centro importante lungo la tratta commerciale del sale che veniva estratto presso la città di Salina e spedito verso i mercati meridionali e orientali.
Nel tardo XIX secolo la vocazione industriale della città si rafforzò ulteriormente, con la fondazione, nel 1883, della Ithaca Gun Company da parte di William Henry Baker e soci. Risale invece al 1865 presso Ithaca la fondazione dell'Università Cornell.
All'inizio del XX secolo Ithaca divenne uno dei principali centri di produzione dell'industria del cinema muto.

## Monumenti e luoghi d'interesse

### Architetture religiose
- Chiesa dell'Immacolata Concezione

### Architetture civili
La città possiede diverse architetture civili d'interesse e testimonianze di diversi stili architettonici, incluso l'italianeggiante (Casa di Anson Spencer, Casa di Charles F. Blood, Casa Boardman, Casa Philips-Wyckoff), il Secondo Impero (Casa Sprague), il Regina Anna (Casa Finch-Guerlac), il neoromanico (Casa Deke) e il neogotico (Casa di Andrew Dickson White e Appartamenti Belleayre). Gli edifici commerciali maggiormente degni di nota sono concentrati nel downtown della città e comprendono il Clinton Block, il Finch Block e il Griffin Block.

## Società

### Evoluzione demografica
Secondo il censimento del 2010, c'erano 29 287 persone.

### Etnie e minoranze straniere
Secondo il censimento del 2010, la composizione etnica della città era formata dal 73,97% di bianchi, il 6,71% di afroamericani, lo 0,39% di nativi americani, il 13,65% di asiatici, lo 0,05% di oceaniani, l'1,86% di altre etnie, e il 3,36% di due o più etnie. Ispanici o latinos di qualunque etnia erano il 5,31% della popolazione.

## Cultura

### Istruzione

#### Università
La città è sede di due atenei: l'Università Cornell, membro dell'Ivy League, e l'Ithaca College.

### Musei
- Museo della Terra
- Museo d'arte Herbert F. Johnson

## Economia
L'economia della città si basa essenzialmente sull'istruzione. Altri settori importanti sono l'agricoltura, la tecnologia e il turismo.

## Infrastrutture e trasporti
La città è servita dall'aeroporto regionale di Ithaca Tompkins.